# 木村龍治
木村 龍治（きむら りゅうじ、1970年9月1日 - ）は、愛知県名古屋市出身の元プロ野球選手（投手）、コーチ。右投右打。

## 経歴

### プロ入り前
中京高校（現・中京大中京高校）では、1学年先輩に後に同僚となる後藤孝志が、2学年後輩に稲葉篤紀がいた。
1987年の夏の甲子園に出場、背番号10ながらチームのエース格として活躍する。準々決勝に進むが、エース島田直也を擁する常総学院に敗れた。
1988年の春の選抜は背番号1のエースとして出場。3回戦に進み宇部商を相手に好投、9回一死まで完全試合を続けていたが、続く打者に一・二塁間を綺麗に割られ初安打を許し、二死二塁から逆転2点本塁打を喫し敗退。同年夏は県予選初戦で6失点を喫し敗れた。
青山学院大学に進学し、東都大学野球リーグでは1989年秋季リーグで優勝を経験する。
1991年春季リーグは東洋大に次ぐ2位となるが、6勝1敗の好記録でベストナインを受賞した。小久保裕紀は1年後輩である。リーグ通算50試合登板、21勝11敗、防御率2.50、217奪三振の成績を残した。
1992年のドラフト会議で読売ジャイアンツから4位指名を受け、入団した。

### プロ入り後
入団後は、球威のある速球とスライダー・シュートを武器としていた。
1995年にイースタン・リーグの最多勝を受賞など二軍では主戦級の活躍もあり他球団からの評価は高かったが、当時監督であった長嶋茂雄には評価されず、登板機会は少なかった。
1999年にプロに入って初めて一軍に定着し中継ぎの一角として53試合に登板し、初勝利を含む5勝を記録した。
2000年は7月に月間MVPを獲得するなど、前年と同じく中継ぎの一角としてチームに貢献した。しかし翌年以降は成績が低迷。
2004年限りで引退した。

### 現役引退後
引退後は巨人のコーチに就任。
2005年は二軍トレーニングコーチ補佐に就任。
2006年は二軍トレーニングコーチを務めた。
2007年は一軍トレーニングコーチ。
2008年から2009年までは一軍トレーニングコーチ兼投手コーチ。
2010年から2011年は二軍投手コーチ。
2012年から2014年は再び二軍トレーニングコーチを担当。
2015年からは再度二軍投手コーチに就任した。
2017年は再び一軍投手コーチ。
2018年は一軍投手コーチ兼トレーニングコーチを務めた。
2019年は再度二軍トレーニングコーチを担当し、2019年限りで退団した。これにより1993年の入団から27年間着続けた巨人のユニフォームに別れを告げた。
2020年からは社会人野球Honda硬式野球部のコーチを務めた。
2021年12月14日、2022年より千葉ロッテマリーンズの一軍投手コーチを務めることが発表された。背番号は77。
2023年より再びHonda硬式野球部のコーチを務める。

## 詳細情報

### 年度別投手成績
| 年 度      | 球 団      | 登 板 | 先 発 | 完 投 | 完 封 | 無 四 球 | 勝 利 | 敗 戦 | セ 丨 ブ | ホ 丨 ル ド | 勝 率 | 打 者 | 投 球 回 | 被 安 打 | 被 本 塁 打 | 与 四 球 | 敬 遠 | 与 死 球 | 奪 三 振 | 暴 投 | ボ 丨 ク | 失 点 | 自 責 点 | 防 御 率 | W H I P |
| ---------- | ---------- | ----- | ----- | ----- | ----- | -------- | ----- | ----- | -------- | ----------- | ----- | ----- | -------- | -------- | ----------- | -------- | ----- | -------- | -------- | ----- | -------- | ----- | -------- | -------- | ------- |
| 1993       | 巨人       | 16    | 0     | 0     | 0     | 0        | 0     | 0     | 0        | --          | ----  | 97    | 24.0     | 18       | 1           | 10       | 0     | 2        | 17       | 0     | 0        | 12    | 8        | 3.00     | 1.17    |
| 1994       | 巨人       | 7     | 0     | 0     | 0     | 0        | 0     | 0     | 0        | --          | ----  | 53    | 12.1     | 10       | 0           | 5        | 0     | 0        | 9        | 0     | 0        | 4     | 2        | 1.46     | 1.22    |
| 1995       | 巨人       | 3     | 0     | 0     | 0     | 0        | 0     | 0     | 0        | --          | ----  | 19    | 3.1      | 8        | 0           | 2        | 0     | 0        | 2        | 0     | 0        | 6     | 6        | 16.20    | 3.00    |
| 1996       | 巨人       | 7     | 0     | 0     | 0     | 0        | 0     | 1     | 0        | --          | .000  | 33    | 8.0      | 7        | 0           | 3        | 1     | 0        | 9        | 0     | 0        | 3     | 2        | 2.25     | 1.25    |
| 1998       | 巨人       | 2     | 0     | 0     | 0     | 0        | 0     | 0     | 0        | --          | ----  | 9     | 2.0      | 3        | 1           | 1        | 0     | 0        | 2        | 0     | 0        | 2     | 2        | 9.00     | 2.00    |
| 1999       | 巨人       | 53    | 0     | 0     | 0     | 0        | 5     | 2     | 2        | --          | .714  | 249   | 59.2     | 56       | 6           | 19       | 2     | 2        | 31       | 3     | 2        | 26    | 25       | 3.77     | 1.26    |
| 2000       | 巨人       | 54    | 0     | 0     | 0     | 0        | 4     | 1     | 0        | --          | .800  | 206   | 47.2     | 45       | 8           | 16       | 2     | 1        | 38       | 4     | 0        | 19    | 15       | 2.83     | 1.28    |
| 2001       | 巨人       | 20    | 0     | 0     | 0     | 0        | 0     | 1     | 0        | --          | .000  | 92    | 19.1     | 30       | 5           | 4        | 1     | 0        | 12       | 0     | 0        | 12    | 12       | 5.59     | 1.76    |
| 2002       | 巨人       | 3     | 0     | 0     | 0     | 0        | 0     | 0     | 0        | --          | ----  | 12    | 2.0      | 5        | 0           | 1        | 0     | 0        | 1        | 0     | 0        | 2     | 2        | 9.00     | 3.00    |
| 2003       | 巨人       | 7     | 0     | 0     | 0     | 0        | 1     | 0     | 0        | --          | 1.000 | 47    | 7.2      | 13       | 1           | 6        | 0     | 5        | 3        | 1     | 0        | 14    | 13       | 15.26    | 2.48    |
| 通算：10年 | 通算：10年 | 172   | 0     | 0     | 0     | 0        | 10    | 5     | 2        | --          | .667  | 817   | 186.0    | 195      | 22          | 67       | 6     | 10       | 124      | 8     | 2        | 100   | 87       | 4.21     | 1.41    |

- 「-」は記録なし

### 表彰
- 月間MVP：1回（投手部門：2000年7月）

### 記録
初記録
- 初登板：1993年6月11日、対中日ドラゴンズ9回戦（ナゴヤ球場）、8回裏に3番手として救援登板・完了、1回無失点
- 初奪三振：同上、8回裏に大豊泰昭から
- 初勝利：1999年5月29日、対阪神タイガース9回戦（東京ドーム）、8回表2死に5番手として救援登板・完了、1回1/3を無失点
- 初セーブ：1999年7月17日、対阪神タイガース17回戦（阪神甲子園球場）、8回裏1死に6番手として救援登板・完了、1回2/3を無失点

### 背番号
- 57（1993年 - 1994年）
- 41（1995年 - 2004年）
- 82（2005年 - 2011年）
- 104（2012年 - 2014年）
- 73（2015年 - 2016年）
- 85（2017年）
- 80（2018年）
- 105（2019年）
- 77（2022年）